# 卵行马特海笋
卵行马特海笋（学名：Aspidopholas ovum）是海螂目鸥蛤科的一种。舊屬雁蛤属，今屬盾海筍屬。

## 分佈
主要分布于中国大陆，常栖息在潮间带下区。

## 外部連結
- 維基物種上的相關：卵行马特海笋